# Hémiparésie
 Mise en garde médicale
Une hémiparésie est un terme médical utilisé pour désigner une parésie du côté droit ou gauche du corps, le plus souvent dans le contexte d'une affection neurologique (c'est la manifestation prédominante des AVC choroïdiens). La parésie est un déficit de la force musculaire, controlatérale à la lésion cérébrale (le coté gauche est affaibli si le cerveau droit est touché, et inversement). 

## Définitions
Il s'agit d'un handicap moteur, souvent une séquelle d'accident vasculaire cérébral (AVC), éventuellement survenu lors de la grossesse (hémiparésie néonatale) ou durant l'enfance, entrainant la paralysie partielle d'un hémicorps. Divers syndromes (ex : encéphalite focale de Rasmussen) peuvent inclure une hémiparésie.
Plus de 80% des personnes ayant subi un AVC développeront une hémiparésie (aiguë dans 80 % des cas, et qui restera chronique dans plus de 40 % des cas).
L'hémiparésie peut être associée à des troubles de l'apprentissage, visuels, du langage, à de l’épilepsie, à une hémi-hypotrophie corporelle ; chaque personne est atteinte différemment.
L'hémiparésie atteint environ 1 enfant sur 1 000.
À la différence de l'hémiplégie, la paralysie n'est pas totale et le patient peut donc mobiliser son hémicorps mais avec une force musculaire inférieure à la normale. Le tissu musculaire est d'abord normal, et le patient ne présente initialement pas une hyperactivité musculaire. Puis, le tissu musculaire se transforme (myopathie spastique) et une hyperactivité musculaire peut apparaitre. Si un stade chronique se développe, on observe parfois une altération tissulaire des muscles fléchisseurs.
Il semble que le contrôle du tronc est mieux assuré chez les  patients atteints d’hémiparésie droite, et que les hommes ont un peu plus de force que les femmes dans le contrôle de la force du tronc.

## Soins, rééducation
L'hémiparésie implique une faiblesse musculaire susceptible de réduire l’autonomie et le niveau d’activité physique du patient. Un programme de renforcement musculaire peut lui être proposé. 
On parle aussi d'assistance robotique voire d'Intelligence artificielle et d'interface neuronale (cerveau-ordinateur) pour la rééducation motrice, qui montrent des résultats prometteurs mais unique chez certains individus (cf. projets de l’équipe Potioc en France).